# 防府市スポーツセンター体育館
防府市スポーツセンター体育館（ほうふしスポーツセンターたいいくかん）は、山口県防府市の防府市スポーツセンターにある体育館。単に『防府市体育館』とも称する。愛称は『ソルトアリーナ防府』。アシックス・ビークルーエッセ・羽嶋松翠園・日本水泳振興会共同体が防府市スポーツセンター全体の指定管理者として管理している。

## 概要
防府市スポーツセンターの中核となる施設で、現在の建物は初代体育館（防府スポーツセンター体育館、1974年完成、2010年5月6日閉館）の老朽化に伴い、2006年（平成18年）から2010年（平成22年）にかけての建設事業で隣接地に新築された2代目。愛称の『ソルトアリーナ』は公募で選ばれたもので、付近（三田尻）で入浜式製塩が盛んだったこと（防長三白を参照）に由来する。建設事業費約30億7千万円のうち3億6千万円弱に防衛省の防衛施設周辺民生安定施設整備事業補助金を活用している。
バスケットボールコート3面が確保可能な観客席付きのメインアリーナ、バスケットボールコート2面が確保可能な観客席のないサブアリーナ、ダンス・体操等に使用する軽運動場などから成る。
2011年に開催された第66回国民体育大会（おいでませ!山口国体）ではバレーボール競技（少年女子）の会場となり、地元の誠英高等学校で結成された山口県代表チームが優勝を飾った。また、2016年に中国地方5県で開催された全国高等学校総合体育大会でもバレーボール競技（女子）の会場となった。
防府市スポーツセンターは2020年（令和2年）から命名権を導入。市内にグループ会社（協和発酵バイオ）の工場があるキリンビバレッジが防府市スポーツセンターの命名権を取得し、2020年4月1日から『キリンレモンスタジアム ソルトアリーナ防府』の呼称を用いていた。その後、2025年3月末で命名権契約が満了となり「キリンレモンスタジアム｣の愛称を終了した。
2025年8月から防府市スポーツセンターの施設命名権者は広島県東広島市のダイキョーニシカワとなる予定である。

## アクセス
- JR山陽本線 防府駅から徒歩約48分
- 防長交通バス「スポーツセンター入口」バス停下車すぐ（防府駅から約13分ほど）

### 注記
1. ↑  近傍に防府北基地（防府分屯地）と防府南基地が所在する。